# Dragacz
Dragacz – wieś w Polsce położona w województwie kujawsko-pomorskim, w powiecie świeckim, siedziba gminy Dragacz.
W latach 1954–1972 wieś należała i była siedzibą władz gromady Dragacz. W latach 1975–1998 miejscowość administracyjnie należała do województwa bydgoskiego. Według Narodowego Spisu Powszechnego (III 2011 r.) liczyła 652 mieszkańców. Jest czwartą co do wielkości miejscowością gminy Dragacz.
W miejscowości jest przystanek kolejowy Dragacz.

## Mennonici

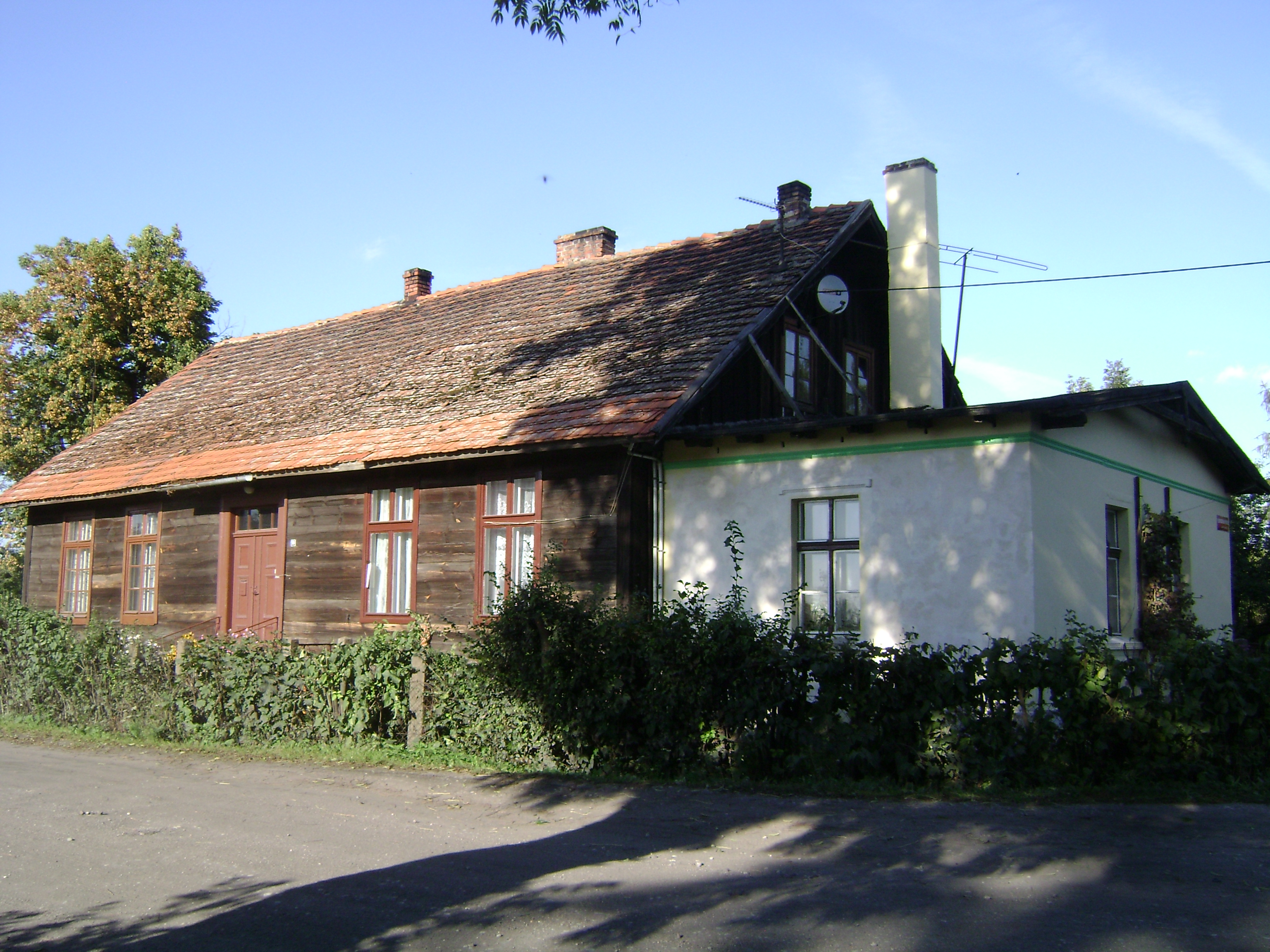
Chata pomennonicka z roku 1740

W 1592 roku w miejscowości osiedlili się mennonici. Mieli oni za zadanie zagospodarować obszary w dolinie Wisły, która dotąd często była zalewana przez rzekę. Osiedlali się oni na tych ziemiach na prawie holenderskim. Oznacza to, że mogli oni czerpać zyski z tytułu dzierżawy, ale bez prawa do własności ziemi i bez możliwości nabycia jej przez zasiedzenie.

## Zabytki
Według rejestru zabytków NID na listę zabytków wpisana jest drewniana chata pomennonicka z 1740 roku, nr 31, nr rej.: 331 z 20.02.1956.

## Pomnik przyrody
W Dragaczu rośnie dąb szypułkowy o obwodzie 620 cm powołany w 1991 roku pomnikiem przyrody.